# Daniel Batty
Daniel Thomas Batty (Pontefract, 10 dicembre 1997) è un calciatore inglese, centrocampista dello York City.

## Caratteristiche tecniche
È un mediano.

## Carriera
Cresciuto nel settore giovanile dell'Hull City, ha esordito in prima squadra il 22 agosto 2017 disputando l'incontro di Carabao Cup perso 2-0 contro il Doncaster. Fra ottobre e novembre dello stesso anno ha giocato in prestito all'Halifax Town, in National League.

## Statistiche
Statistiche aggiornate al 12 marzo 2020.

### Presenze e reti nei club
| Stagione        | Squadra         | Campionato      | Campionato | Campionato | Coppe nazionali | Coppe nazionali | Coppe nazionali | Coppe continentali | Coppe continentali | Coppe continentali | Altre coppe | Altre coppe | Altre coppe | Totale | Totale | Totale |
| Stagione        | Squadra         | Comp            | Pres       | Reti       | Comp            | Pres            | Reti            | Comp               | Pres               | Reti               | Comp        | Pres        | Reti        | Pres   | Reti   |        |
| --------------- | --------------- | --------------- | ---------- | ---------- | --------------- | --------------- | --------------- | ------------------ | ------------------ | ------------------ | ----------- | ----------- | ----------- | ------ | ------ | ------ |
| ott.-nov. 2017  | Halifax Town    | NAT             | 5          | 2          |                 | -               | -               |                    | -                  | -                  |             | -           | -           | 5      | 2      |        |
| 2017-2018       | Hull City       | FLC             | 1          | 0          | FACup+CdL       | 2+1             | 0               |                    | -                  | -                  |             | -           | -           | 4      | 0      |        |
| 2018-2019       | Hull City       | FLC             | 27         | 0          | FACup+CdL       | 1+1             | 0               |                    | -                  | -                  |             | -           | -           | 29     | 0      |        |
| 2019-2020       | Hull City       | FLC             | 22         | 1          | FACup+CdL       | 1+2             | 0               |                    | -                  | -                  |             | -           | -           | 25     | 1      |        |
| Totale carriera | Totale carriera | Totale carriera | 55         | 3          |                 | 8               | 0               |                    | 0                  | 0                  |             | -           | -           | 63     | 3      |        |

## Palmarès

### Club

#### Competizioni nazionali
- Football League One: 1

Hull City: 2020-2021